# Livingston (Guatemala)
Livingston è un comune del Guatemala facente parte del dipartimento di Izabal.
L'abitato principale si trova sul lato occidentale dell'estuario del Río Dulce, nella parte interna della Baia di Amatique.
Questa città fu il porto più importante del Guatemala sul Mare Caraibico fino alla costruzione della vicina Puerto Barrios.
Livingston è abitata e influenzata da diversi gruppi etnici: Garífuna, Maya, Indiani e Ladinos. Di recente Livingston è diventata un importante centro turistico del Guatemala.
Livingston fu così nominata dopo che il giurista e politico Edward Livingston scrisse il Livingston Codes, che fu usato come base per le leggi del governo liberale delle Province Unite dell'America Centrale all'inizio del XIX secolo.